# M14 (astronomia)
M 14 (noto anche come NGC 6402) è un ammasso globulare visibile nella costellazione dell'Ofiuco.

## Osservazione

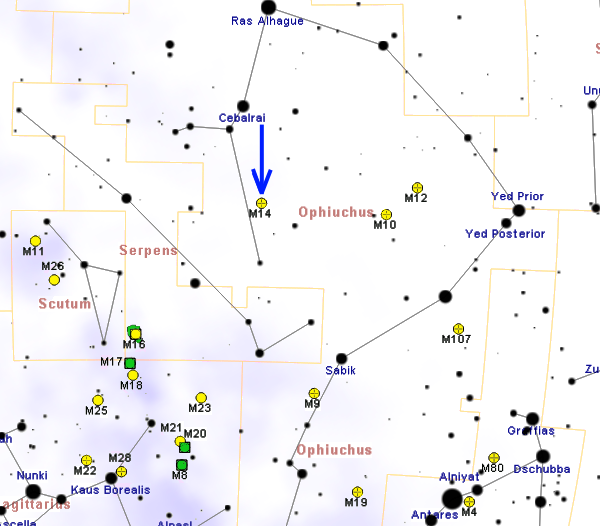
Mappa per individuare M14.

M14 si individua con una certa difficoltà a causa del suo isolamento: si può individuare a metà via fra le stelle β Ophiuchi e η Ophiuchi; a causa della sua distanza, l'ammasso è difficilmente risolvibile in stelle, mantenendo un aspetto lattiginoso simile a quello di una galassia: è necessario infatti un telescopio di 300mm di apertura per iniziare a risolvere qualche stella. Può comunque essere scorto anche con un binocolo 10x50, se il cielo è in condizioni atmosferiche ottimali.
M14 può essere osservato da tutte aree popolate della Terra, grazie al fatto che è situato estremamente vicino all'equatore celeste; non esiste pertanto un emisfero privilegiato per la sua osservazione e dalle coppie di latitudini simili dei due emisferi l'oggetto si presenta quasi alla stessa altezza nel cielo. Mentre dall'emisfero nord è un oggetto dei cieli estivi, dall'emisfero sud è caratteristico dei mesi invernali. Il periodo migliore per la sua osservazione nel cielo serale è quello compreso fra maggio e settembre.

## Storia delle osservazioni
M14 fu scoperto da Charles Messier, che ne fornisce una lunga descrizione: "Quella stessa notte fra l'1 ed il 2 giugno 1764 ho scoperto una nuova nebulosa nel drappeggio che passa sul braccio destro di Ophiucus, sulle carte di Flamsteed si trova sul parallelo della zeta Serpentis; questa nebulosa non è evidente, è debole e tuttavia la si vede bene con un rifrattore ordinario da 3 piedi e mezzo. È tonda ed il suo diametro può essere di 2' d'arco: poco sopra si trova una stella di nona magnitudine. Per studiare questa nebulosa ho utilizzato solo un rifrattore non acromatico di 3 piedi e mezzo, con il quale non vi ho osservato alcuna stella; potrebbero essere visibili con uno strumento più grande. Ne ho determinata la posizione comparando il suo transito al meridiano con quello di gamma Ophiuci: ne è risultata una ascensione retta di 261°18'29" ed una declinazione australe di 3°05'45". Questa nebulosa è segnata sulla carta del percorso apparente della cometa che ho osservato l'anno scorso." Il primo a risolverlo in stelle fu William Herschel, nel 1783; gli osservatori successivi, come Heinrich Louis d'Arrest e l'ammiraglio Smyth lo descrissero come molto bello.

## Caratteristiche
L'ammasso, di forma ellittica, dista da noi 30.000 anni luce; con la sua magnitudine assoluta di -9,1 l'ammasso è molto più brillante intrinsecamente rispetto agli altri ammassi della costellazione, M10 e M12. La sua luminosità è equivalente a quella di 400.000 soli e contiene centinaia di migliaia di stelle, anche se la concentrazione di stelle al centro dell'ammasso è relativamente bassa. M14 contiene inoltre più di 70 stelle variabili; fra cui una nova apparsa nel 1938. Le stelle più brillanti dell'ammasso hanno una magnitudine di 14.

### Libri
- (EN) Stephen James O'Meara, Deep Sky Companions: The Messier Objects, Cambridge University Press, 1998, ISBN 0-521-55332-6.

### Carte celesti
- Toshimi Taki, Taki's 8.5 Magnitude Star Atlas, su geocities.jp, 2005. URL consultato il 7 novembre 2010 (archiviato dall'url originale il 5 novembre 2018). - Atlante celeste liberamente scaricabile in formato PDF.
- Tirion, Rappaport, Lovi, Uranometria 2000.0 - Volume II - The Southern Hemisphere to +6°, Richmond, Virginia, USA, Willmann-Bell, inc., 1987, ISBN 0-943396-15-8.
- Tirion, Sinnott, Sky Atlas 2000.0 - Second Edition, Cambridge, USA, Cambridge University Press, 1998, ISBN 0-933346-90-5.
- Tirion, The Cambridge Star Atlas 2000.0, 3ª ed., Cambridge, USA, Cambridge University Press, 2001, ISBN 0-521-80084-6.